# Kim Christiansen
Kim André Christiansen (ur. 8 maja 1976 w Drammen) – norweski snowboardzista, dwukrotny medalista mistrzostw świata.

## Kariera
W zawodach Pucharu Świata zadebiutował 15 listopada 1997 roku w Tignes, zajmując siódme miejsce w halfpipe’ie. Tym samym już w swoim debiucie wywalczył pierwsze pucharowe punkty. Na podium zawodów tego cyklu po raz pierwszy stanął 16 stycznia 1998 roku w Innichen, kończąc rywalizację w tej konkurencji na pierwszej pozycji. W zawodach tych wyprzedził swego rodaka, Klasa Vangena i Aleksiego Litovaarę z Finlandii. W kolejnych startach jeszcze dwukrotnie plasował się w najlepszej trójce zawodów PŚ: dzień później w tej samej miejscowości był drugi, a 29 października 2004 roku w Saas-Fee zajął trzecie miejsce. Najlepsze wyniki osiągnął w sezonie 1997/1998, kiedy to zajął 30. miejsce w klasyfikacji generalnej, a w klasyfikacji halfpipe’a był trzeci.
Największy sukces w karierze osiągnął w 2001 roku, kiedy na mistrzostwach świata w Madonna di Campiglio wywalczył złoty medal w halfpipe’ie. Wyprzedził tam bezpośrednio kolejnego Norwega, Daniela Francka i Fina Markusa Hurme. Zdobył też brązowy medal w tej konkurencji podczas mistrzostw świata w Whistler w 2005 roku. Lepsi okazali się tam Fin Antti Autti oraz Kanadyjczyk Justin Lamoureux. W 1998 roku wystartował na igrzyskach olimpijskich w Nagano, gdzie zajął 20. miejsce. Na rozgrywanych cztery lata później igrzyskach w Salt Lake City był czternasty. Brał też udział w igrzyskach olimpijskich w Turynie w 2006 roku, gdzie rywalizację ukończył na 41. pozycji.
W 2006 r. zakończył karierę.

## Osiągnięcia

### Igrzyska olimpijskie
| Miejsce | Dzień     | Rok  | Miejscowość    | Konkurencja | Zwycięzca   |
| ------- | --------- | ---- | -------------- | ----------- | ----------- |
| 20.     | 12 lutego | 1998 | Nagano         | Halfpipe    | Gian Simmen |
| 14.     | 11 lutego | 2002 | Salt Lake City | Halfpipe    | Ross Powers |
| 41.     | 12 lutego | 2006 | Turyn          | Halfpipe    | Shaun White |

### Mistrzostwa świata
| Miejsce | Dzień       | Rok  | Miejscowość          | Konkurencja | Zwycięzca     |
| ------- | ----------- | ---- | -------------------- | ----------- | ------------- |
| 13.     | 24 stycznia | 1997 | San Candido          | Halfpipe    | Fabien Rohrer |
| 1.      | 27 stycznia | 2001 | Madonna di Campiglio | Halfpipe    | -             |
| 3.      | 22 stycznia | 2005 | Whistler             | Halfpipe    | Antti Autti   |

### Puchar Świata

#### Miejsca w klasyfikacji generalnej
- sezon 1997/1998: 30.
- sezon 2000/2001: -
- sezon 2003/2004: -
- sezon 2004/2005: -
- sezon 2005/2006: 175.

#### Miejsca na podium
1. San Candido – 16 stycznia 1998 (halfpipe) - 1. miejsce
2. San Candido – 17 stycznia 1998 (halfpipe) - 2. miejsce
3. Saas-Fee – 29 października 2004 (halfpipe) - 3. miejsce